# Ada Carrasco
Ada Carrasco Navarrete (Cidade do México, 14 de setembro de 1905, Cidade do México, 5 de abril de 1994), foi uma atriz mexicana. Seu primeiro trabalho na televisão foi em Três homens em minha vida em 1952, e o seu último trabalho foi em Marimar em 1994 como Mamãe Cruz.

## Biografia
Filha de Honorato Carrasco,engenheiro e Navarrete Ada,soprano. Irmã da atriz Queta Carrasco(m.1996) e mãe da atriz Malena Doria(m.1999). Fez sua estréia na peça "A senhora culta",em 1951. Ela também trabalhou no cinema e na televisão, era uma atriz prolifica de novelas, chegando a participar de mais de 60, entre Maria Isabel, Viviana, Los ricos también lloran, Soledad, Rosa Selvagem, Mi segunda madre, De frente al sol e Marimar, entre muitas outras. Por isso ganhou o prémio TV Novelas de Melhor Atriz.

## Morte
Ada Carrasco acabou falecendo em 5 de Abril de 1994, dez dias depois de ter finalizado sua participação na telenovela Marimar com um ataque cardíaco. A televisão mexicana perdeu uma das suas maiores atrizes e que mesmo tendo uma certa idade tinha muito o que mostrar.

## Filmografía

### Telenovelas e séries
- 1994-Marimar....Vovó Cruz
- 1993-Além da Ponte....Lich
- 1992-Vovô e Eu....Henrietta
- 1992-Como Água para Chocolate....Nacha
- 1992-Frente para o Sol....Lich
- 1990-Amor de Nadi....Cony
- 1989-Minha Segunda Mãe....Dolores "Lolita"
- 1988-Amor em Silêncio....Ada Robles
- 1987-Wild Rose....Carmen
- 1986-Pobre da Juventude....Filomena
- 1985-Os anos passam....Lencha
- 1983-Amalia Batista....Petra
- 1982-Bianca Vidal....Vicente
- 1981-Soledad....Feira
- 1980-Mercúrio
- 1980-Ambição....Natália
- 1979-O Grito Rich Também....Felipa
- 1979-Los ricos también lloran....Felipa
- 1978-Viviana....Rosa
- 1978-Segredo Queima
- 1977-Aliança de Amor....Ernestina
- 1976-Bandidos Rio Frio....Nastasita
- 1974-1977-Toy Mundial
- 1973-A honrosa Valdez
- 1972-Irmãos Coragem....Célia
- 1971-A coleção
- 1971-Lucia Sombra....Agricultora
- 1970-Mariana
- 1968-Lendas do México
- 1968-Simplesmente viver
- 1968-Os Senhores da Guerra
- 1967-O julgamento de nossas crianças
- 1967-Os Soberba
- 1966-Maria Isabel....Chona
- 1966-O glamour brilhou
- 1965-Apelo Urgente....Lola
- 1964-México 1900
- 1963-A Garçonete
- 1962-Sor Joana Inés de la Cruz
- 1961-La Leona
- 1961-Sobre el muerto de las caronas
- 1960-Tesoro de chuchu el roto
- 1959-Precio del Cielo,El
- 1959-Puma,El
- 1959-Manicornio....Lola,paciente
- 1958-Kermersse....Rita
- 1958-Nazarin
- 1958-Misterios de la magia negra
- 1958-Bravados,The....Sra.Parral
- 1957-Buen ladrón,El
- 1957-Your life....Dona Soledad Galhardo
- 1954-Entrega....Amiga de Júlia
- 1953-Sr.Fotógrafo....Enfermeira
- 1952-Três homens em minha vida

### Obras de teatro
- "La dama de las camelias"
- "Caviar y lentejas"
- "La nona y la Fiaca"
- "La rosa tatuada"
- "Los derechos de la mujer"
- "Todos eran mis amigos"
- "Estoy casado,ja,ja"
- "La culta dama"

### Filmes
- 1958-"Estigma de Crueldade"
- 1970-"Os abutres têm fome"
- 1993-"Como água para chocolate"

### Trabalhos nos EUA
- 1968…aka Savade Season
- 1968…aka Wild Season
- 1963…aka Santos vs. Baron Bracola
- 1958…aka Narízin
- 1958…aka Mysteries of Black Magic
- 1958…aka Return From the beyonde

## Premios TVyNovela
| Ano  | Categoria             | Telenovela           | Resultado |
| ---- | --------------------- | -------------------- | --------- |
| 1993 | Melhor primeira atriz | De frente para o Sol | Venceu    |
| 1990 | Melhor primeira atriz | Minha segunda mãe    | Indicado  |